# 名古屋市職員労働組合
名古屋市職員労働組合（なごやししょくいんろうどうくみあい、略称：名古屋市職労（なごやししょくろう））は、愛知県名古屋市中区三の丸三丁目1番1号の名古屋市役所本庁舎5階に本部を置く。
名古屋市役所の労働者によって組織されている名古屋市役所最大の労働組合である。名古屋市職員労働組合連合会、日本自治体労働組合総連合に加盟している。

## 概要
1946年（昭和21年）3月～5月にかけて、中村区役所をはじめとした各局・各区で次々と結成された「名古屋市職労連」が前身となり、1947年（昭和22年）3月29日に結成された。